# McAuliffe (cráter)

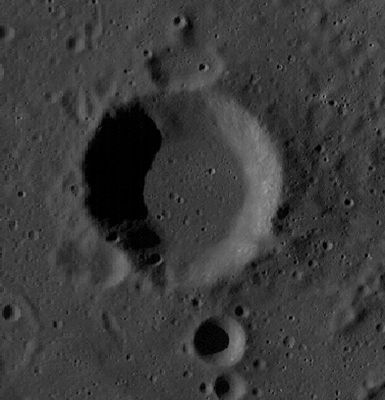
Fotografía de la misión Lunar Reconnaissance Orbiter

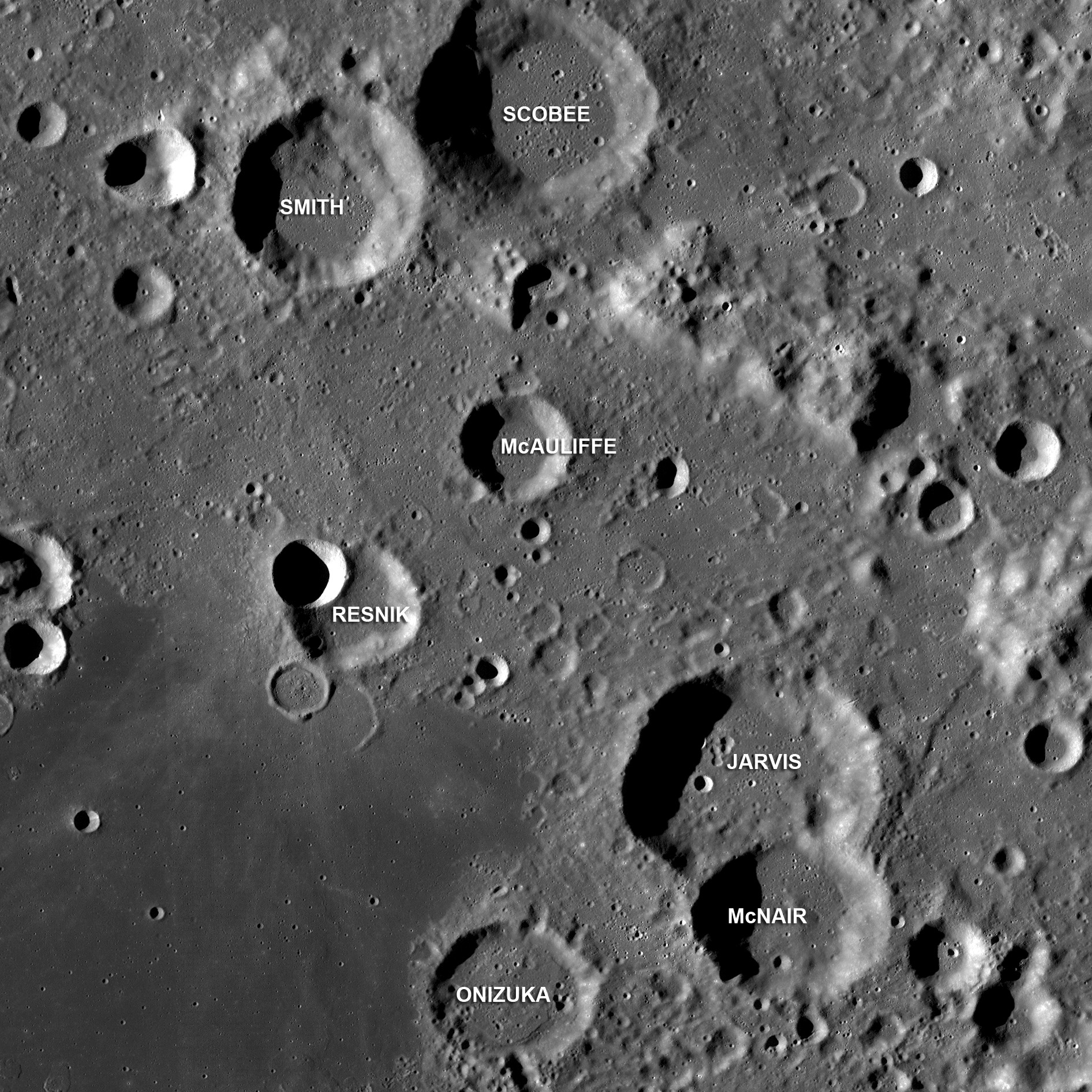
Fotografía de la misión Lunar Reconnaissance Orbiter

McAuliffe es un pequeño cráter de impacto que se encuentra en la cara oculta de la Luna, situado dentro del anillo interior de la llanura de doble pared que rodea al cráter Apolo, aproximadamente a un diámetro de distancia al noreste del cráter Resnik. Al sureste se halla la pareja de cráteres formada por Jarvis y McNair.
|  |

Se trata de un elemento con forma de cuenco, con un borde aproximadamente circular. El perfil del brocal tiene cierto desgaste, pero no está cubierto por otros impactos de importancia. El suelo interior es aproximadamente circular y sin rasgos destacables.
El nombre fue aprobado por la UAI en 1988 en honor de Christa McAuliffe, fallecida en el siniestro del transbordador espacial Challenger ocurrido el 28 de enero de 1986. Fue designado anteriormente Borman Y, un cráter satelital de Borman.